# Campionati mondiali di pentathlon moderno 1992
I campionati mondiali di pentathlon moderno 1992 si sono svolti a Winterthur, in Svizzera, dove si sono disputate le gare maschili individuali ed a squadre, ed a Budapest, in Ungheria, dove si sono disputate le gare femminili individuali ed a squadre.

## Risultati

### Maschili
| Evento              | Oro                                                      | Argento                                                | Bronzo                                                     |
| Staffetta a squadre | Polonia Andrzej Giżyński Dariusz Mejsner Mateusz Nowicki | Italia Alessandro Conforto Paolo Masala Carlo Massullo | Svezia Per-Olov Danielsson Håkan Norebrink Magnus Rylander |

### Femminili
| Evento              | Oro                                                 | Argento                                                 | Bronzo                                          |
| Individuale         | Iwona Kowalewska                                    | Zhanna Dolgacheva                                       | Dorota Idzi                                     |
| A squadre           | Polonia Dorota Idzi Anna Sulima Iwona Kowalewska    | Ungheria Iréne Kovács Mónika Pécsi Andrea Tulok         | Germania Sabine Krapf Gabi Ginser Steffi Eichel |
| Staffetta a squadre | Polonia Dorota Idzi Edyta Małoszyc Iwona Kowalewska | Francia Caroline Delemer Sophie Moressée Gwënael Moalic | Ungheria Iréne Kovács Mónika Pécsi Andrea Tulok |

## Medagliere
| Posizione | Paese       |   |   |   | Totale |
| --------- | ----------- | - | - | - | ------ |
| 1         | Polonia     | 4 | 0 | 1 | 5      |
| 2         | Ungheria    | 0 | 1 | 1 | 2      |
| 3         | Bielorussia | 0 | 1 | 0 | 1      |
| 3         | Francia     | 0 | 1 | 0 | 1      |
| 3         | Italia      | 0 | 1 | 0 | 1      |
| 6         | Germania    | 0 | 0 | 1 | 1      |
| 6         | Svezia      | 0 | 0 | 1 | 1      |
| Totale    | Totale      | 4 | 4 | 4 | 12     |